# Guillem Montiel
Guillem Montiel Moreno (1999) es un deportista español que compite en triatlón. Ganó una medalla de oro en el Campeonato Europeo de Triatlón de Media Distancia de 2025.

## Palmarés internacional
| Campeonato Europeo | Campeonato Europeo | Campeonato Europeo | Campeonato Europeo |
| Año                | Lugar              | Medalla            | Prueba             |
| ------------------ | ------------------ | ------------------ | ------------------ |
| 2025               | Pamplona (España)  | Medalla de oro     | Individual         |